# Basketball-Bundesliga 1975/76
Die Saison 1975/76 ist die zehnte Spielzeit der Basketball-Bundesliga. Die höchste Spielklasse im deutschen Vereinsbasketball der Herren, bis 1990 beschränkt auf das Gebiet Westdeutschlands ohne die DDR, wurde erstmals in einer „eingleisigen“ Spielklasse von zehn Mannschaften ausgetragen, nachdem die Klasse zuvor aus zwei regionalen Gruppen mit jeweils acht Mannschaften bestanden hatte.

## Saisonnotizen
- Vor der Saison wurden die beiden bisherigen Regionalgruppen zu einer „eingleisigen“ Liga zusammengelegt. Dazu wurde die Ligastärke von je acht Mannschaften pro Regionalgruppe auf insgesamt zehn Mannschaften in einer Gruppe verkleinert. Es wurde ein einfaches Rundenturnier mit jeweiligem Hin- und Rückspiel ausgespielt. Auf eine Endrunde, die bereits zur folgenden Saison wieder eingeführt wurde, wurde vorerst verzichtet.
- Unterhalb der ersten Bundesliga wurde eine 2. Basketball-Bundesliga in zwei Regionalgruppen Nord und Süd eingeführt, in der neben je drei Absteigern aus der Basketball-Bundesliga 1974/75 je sieben Mannschaften aus den Regionalligen aufstiegen.
- Hatte es in der Vergangenheit noch unentschiedene Spielergebnisse gegeben, so wurde jetzt jedes einzelne Ligaspiel spätestens nach Verlängerungen der regulären Spielzeit entschieden, so dass jedes Spiel einen Sieger und einen Verlierer hatte.
- Der Hamburger TB verzichtete auf sein Startrecht in der ersten Bundesliga und spielte in der zweiten Liga weiter. Dafür kehrte der ASV Köln in die höchste Spielklasse zurück, so dass es quasi doch einen Aufsteiger aus den Regionalligen in die höchste Spielklasse gab.
- Meister der Saison 1975/76 wurde der TuS 04 Leverkusen, der auch den Pokalwettbewerb gewann und damit bei seinem vierten Meisterschaftstitel zum dritten Mal das Double.
- Absteiger am Ende der Saison waren SGN Essen/Ruwa Essen-Dellwig (Einstellung des Spielbetriebes) und ADB Koblenz (2. Basketball-Bundesliga Gruppe Süd). Ersetzt wurden sie durch die beiden Meister der 2. Basketball-Bundesliga SSC Göttingen (Gruppe Nord) und Post SV Bayreuth (Gruppe Süd).

## Abschlusstabelle
| #  | Mannschaft          | Spiele | Siege | Nieder- lagen | Punkte | Körbe     | Korb- differenz |
| -- | ------------------- | ------ | ----- | ------------- | ------ | --------- | --------------- |
| 1  | TuS 04 Leverkusen   | 18     | 15    | 3             | 30:60  | 1702:1378 | +324            |
| 2  | MTV Wolfenbüttel    | 18     | 14    | 4             | 28:80  | 1704:1372 | +332            |
| 3  | SSV Hagen           | 18     | 13    | 5             | 26:10  | 1547:1416 | +131            |
| 4  | USC Heidelberg      | 18     | 12    | 6             | 24:12  | 1435:1346 | +89             |
| 5  | MTV 1846 Gießen (M) | 18     | 10    | 8             | 20:16  | 1598:1498 | +100            |
| 6  | 1. FC Bamberg       | 18     | 8     | 10            | 16:20  | 1496:1529 | −33             |
| 7  | ASV Köln            | 18     | 7     | 11            | 14:22  | 1537:1677 | −140            |
| 8  | SG BC/USC München   | 18     | 7     | 11            | 14:22  | 1396:1528 | −132            |
| 9  | ADB Koblenz         | 18     | 4     | 14            | 08:28  | 1348:1660 | −202            |
| 10 | RuWa Dellwig        | 18     | 0     | 18            | 00:36  | 1363:1722 | −359            |

 Meister
_____ Absteiger
_____(M) Meister der Vorsaison

## DBB-Pokal
1. Endspiel 2./3. April 1976: TuS 04 Leverkusen – MTV Wolfenbüttel 84:77
2. Endspiel 10./11. April 1976: MTV Wolfenbüttel – TuS 04 Leverkusen 66:62
Pokalsieger: TuS 04 Leverkusen